# El Niño Gusano
El Niño Gusano est un groupe d'indie pop espagnol, originaire de Saragosse. Il est formé en 1993 par Sergio Vinadé, Sergio Algora, Mario Quesada et Andrés Perruca, auquel se joint en 1997 Paco Lahiguera. 

## Biographie
La première sortie est le vinyle Palencia epé (1994), qui comprend quatre chansons, parmi lesquelles deux des plus connues de la première scène du groupe, Todo comenzó a ir mal et Yukón. Ils commencent à avoir du succès avec leur premier album, Circus luso, qui présente une autre de leurs grandes chansons, La mujer portuguesa, dont le clip est publié en 1997. Grâce à cela, leur prochain opus, El Efecto lupa, est publié au label Grabaciones en el Mar, en collaboration avec la multinationale RCA. Cependant, l’album ne connait pas le succès escompté, bien qu’il ait permis au groupe d’obtenir une plus grande diffusion et de jouer à plusieurs festivals, tels que Festival international de Benicàssim. 
En 1998 sort leur nouvel album, El Scarabajo más grande de Europa. Au cours de l'été 1999, le groupe se sépare bien que, l'année suivante sort le double album Fantástico entre los pinos, qui comprend des morceaux inédits, des raretés comme leur première démo et les faces B des singles.
En 2004 sort un album hommage à El Niño Gusano, Pana, pijama, lana. Sergio Algora décède le 9 juillet 2008, à l'âge de 39 ans.

## Membres
- Sergio Algora - chant (décédé en 2009)
- Sergio Vinadé - guitare, claviers
- Paco Lahiguera - guitare
- Mario Quesada - basse
- Andrés Perruca - batterie

## Discographie

### Albums studio
- 1995 : Circo luso (Grabaciones en el mar)
- 1996 : El Efecto lupa (Grabaciones en el mar/RCA)
- 1998 : El Escarabajo más grande de Europa (BMG)
- 2000 : Fantástico entre los pinos (double album) (Grabaciones en el mar/BMG)

### EP
- 1991 : Palencia epé (Grabaciones en el mar)
- 1995 : Bernadutz EP (Grabaciones en el mar)
- 1997 : Veo estrellitas (Grabaciones en el mar)

### Singles
- 1996 : Pon tu mente al sol (Grabaciones en el mar)
- 1997 : Mr. Camping (Grabaciones en el mar)
- 1999 : Lourdes (BMG)
- 1999 : Ahora feliz, feliz (BMG)